# وليام روبرت
وليام باترك روبرتس ولد في الخامس من يونيو عام 1895 وكان فنان بريطاني
في السنوات ما قبل الحرب العالمية الأولى كان روبرت من الأوائل من بين الفنانين الإنجليز في استخدام الصور المجردة وبعد مرور سنوات وصف نهجه كأحد من الفنون التكعيبية الإنجليزية. خدم كاضابط مدفعي في الضفة الغربية. ثم أصبح روبرت فنان حرب رسمي في 1819.روبرت كان أول رجل في معرض التشينل في لندن عام 1923و قد تم اقتناء عدد من لوحاته للقرن العشرين لصالح مجتمع الفن المعاصر في المعارض الريفية في بريطانيا في 1930 وكان من الممكن أن يحدث جدالا بسبب ان روبرت كان على القمة فنيا لكن على الرغم من ان أعماله عرضت با انتظام في لندن على نحو متزايد دوليا الا انه كان يناضل ماليا وقد أصبح وضعه اسوا بتزامنه مع الحرب العالمية الثانية لكن ذلك لم يجعله عاجزا عن دفع عموله بصفته فنان حرب
تميز روبرتس با لوحاته المعقدة والملونة والكبيرة التي عرضها سنويا في المعرض الصيفي للأكاديمية الملكية من الخمسينات حتى وفاته.و نتيجة لدوره الكبير في معرض تيت في 1965 تم انتخابه كا عضو بشكل كامل في الأكاديمية الملكية عام 1966 ومؤخرا تم إحياء الاهتمام في أعمال هذا الفنان الذي يعمل دائما خارج التيار
هاكني، لندن، إنجلترا
وفاته:20 من يناير عام 1980 عن عمر (84)
الجنسية: بريطاني
التعليم: مدرسة سانت مارتن للفنون ومدرسة سليد للفنون الراقية
يعرف على انه رسام]]

## نشأة الفنان
ولد روبرتس في اسرة من الطبقة العاملة في حي إيست إند في لندن في 5 يونيو عام 1895. كان عائلته تعيش آنذاك في طريق رقم 44 في بلاكستون في منطقة هاكني، حيث كان والده نجارًا ثم انتقلوا فيما بعد إلى طريق 4 في بلانشارد (بشهر أكتوبر 1898 ومن حقول لندن العشرين في الجانب الغربي (بحلول أبريل 1911) في مكان قريب.
في سن مبكرة ابرز روبرت موهبته في مجال الرسم حيث شجعه والديه ومدرسيه الا انه قد ترك مقاعد الدراسة في الرابعة عشر من عمره وقد تلقى تدريبا مهنيا مع شركة الإعلان Sir Joseph Causton Ltd ليصبح مصمم ملصقات كما انه حضر دروسًا مسائية في مدرسة سانت مارتن للفنون في لندن وفاز بمنحة في مجلس مقاطعة لندن إلى مدرسة سليد للفنون مما جعله يترك التدريب ثم انضم إلى سليد في عام 1911، حيث درس تحت يد هنري تونكس وويلسون ستير.وقد كانت المدرسة تجمع عددا من الطلاب المتميزين من بينهم دورا كارينغتون ومارك جيرتلر وبول ناش وكريستوفر نيفينسون وستانلي سبنسر وديفيد بومبيرج وبرنارد مينينسكي. شددت مدرسة سليد على أهمية الرسم والتركيبة السليمة للتكوين وهذا ما يفسر عمل روبرتس في وقت لاحق حيث حصل على جائزة Melade Nettleship Award من أجل تكوين الشكل عام 1912.
كان روبرتس مفتونا في بعد الأنطباعية والتكعيب (أحد أنواع الفنون) وكان اهتمامه نابع من صداقاته واسفاره لفرنسا وإيطاليا بعد العيش في سليد في عام 1913لاحقا في نفس هذا العام التحق في ورش عمل اوميغا روجر فراي صباح ثلاثة أيام من كل أسبوع حيث مكنته الشلنات العشرة التي سددتها أوميغا من إنتاج لوحات على غرارالابعاد التكعيبية مثل عودة أوليس (التي يملكها الآن متحف القلعة ومعرض الفنون في نوتنغهام). بعد مغادرته لشركة أوميغا، تم اعتماده من قبل ويندهام لويس، الذي كان يشكل بديلًا بريطانيًا للمستقبل وقد اقترح عزرا باوند اسم Vorticismوظهر عمل روبرتس في طبعتي مجلة VORTICist الأدبية BLAST. كان روبرتس من الموقعين على بيان Vorticist الذي ظهر في الطبعة الأولى من المجلة. فضل روبرتس وصف «الابعاد التكعيبية» لعمله في هذه الفترة الا انه تم فقدان لوحتين زيتيتين كبيرتين تم عرضهما في معرض Penguin Club Vorticist عام 1917 في نيويورك، وتم شراؤها من قبل جون كوين لكن الطبيعة الراديكالية للأسلوب «التكعيبية» التي رسمها روبرتس في لوحة The Toe , and boxers Dancer (مملوكة من قبل متحف فيكتوريا وألبرت) أعيد اكتشافهم حديثًا وعرض كلاهما مع مجموعة لندن في عام 1915.

## الحرب العالمية الأولى

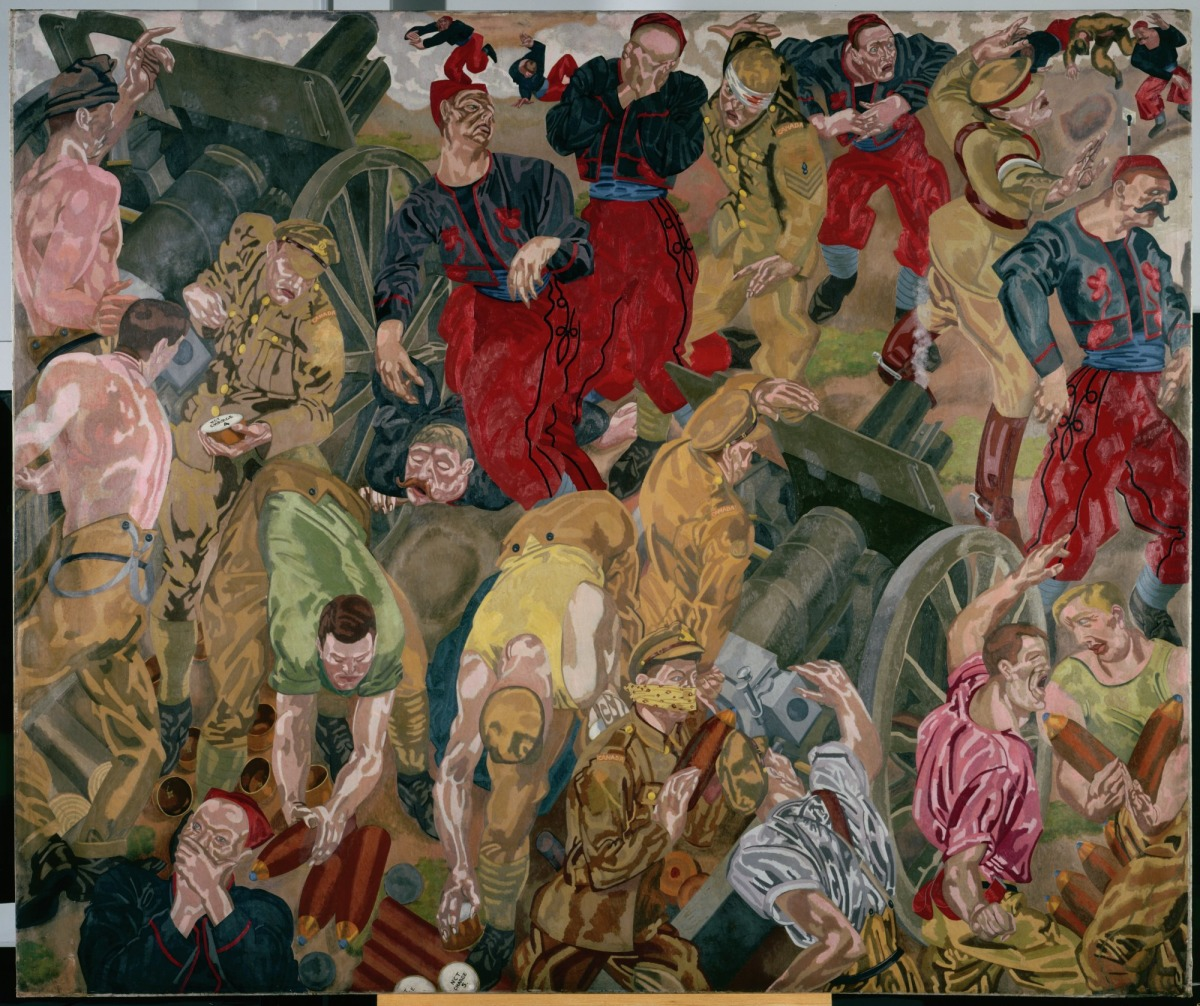
وليام روبرتس - أول هجوم ألماني بالغاز

تم تجنيد روبرت في عام 1916 في الجيش الملكي كا مدافع، يخدم على الجبهة الغربية في قطاع ابرس، شمال طريق مينين في أراس. بعد أن خدم في الخدمة الفعلية لأفضل جزء من عامين، نجح في التقدم بطلب إلى مكتب سجلات الحرب الكندي من أجل لجنة تعنى برسم موضوع حرب واسع النطاق. في أبريل 1918 عاد إلى لندن كفنان حرب رسمي، بشرط أن لا يكون العمل على النمط التكعيبي. كانت نتيجة هذه اللجنة أول هجوم بالغاز الألماني في أيبرس، وهو عمل تعبيري قوي عرض بشكل دائم في متحف الحرب الكندي في أوتاوا. تم تكليف روبرتس في وقت لاحق من قبل وزارة الإعلام البريطانية، التي رسمها له شل دومب، فرنسا (1918-1919)، والآن في مجموعة متحف الحرب الامبراطوري جنبا إلى جنب مع اثني عشر رسومات بالألوان المائية من تجاربه في الجبهة التي تنافس المرارة والاجتماعية الواقعية للفنانين الألمان أمثال أوتو ديكس وجورج غروز في عام 1978، نشر روبرتس مذكرات من تجاربه في الجبهة تحت اسم ذكريات الحرب لنهاية الحرب
في العشرينات
ألتقى روبرت با سارة كريمر (1900-1992) في عام 1915 من خلال شقيقها يعقوب كريمر، الذي درس أيضًا في سليد. كان روبرتس يكتب إلى سارة من الجبهة، وبعد فترة قصيره من انتهاء الحرب، أقاموا معاً وأنجبا ابنهما، جون ديفيد روبرتس (1919-1995). ا ثم انتقلوا إلى غرف مستأجرة في فيتزروفيا وتزوجا في عام 1922 ثم عرض روبرتس مجموعة ويندهام لويس العاشر، وكان أوز بيرت سيتويل راعيًا له
بجانب ذلك كان روبرت رسام بورتريه موهوب حيث كانت زوجته ساره هي الملهم الأول له وقد طور مهاراته من خلالها وهي العارضة المفضلة له لأكثر من ستين سنه بينما كان روبرت يتهيأ لتقديم عرض لمعرض شنيل في مدينه تشيلسي في هذه الاثناء رتب الفنان كونل جيل لاتصال روبرتس مع الكولونيل توماس لورانس حيث كلفه با رسومات بورتريه لكتابه أعمدة الحكمة السبعة بعد ذلك انهى روبرتس أخيرا تعاونه مع ويندهام لويس ثم طور روبرتس أسلوبا انجليزيا فريدا مميزا للغاية وقد تحول أسلوبه إلى الحياه الحضارية في لندن مع لوحات مثل Bank Holiday in the Park و At Hippodrome والتي تم عرضها مع مجموعة لندن، والسينما - التي اكتسبها لاحقا معرض تيت في هذه المرحلة كان عرضه مشهور جدًا، بما في ذلك لوحات التي تحتوي على مشاهد من «الأساطير اليونانية والأساطير المسيحية»، على حد تعبيره. بعد ذلك كلفه لورنس المزيد من الرسوم التوضيحية والديكورات لأعمدة الحكمة السبعة، وكانت هناك أيضا لجان صور أدبية وتغطية تصاميم للمطابع الخاصة - مثل صورة لسعادة باتس لمجلة Coterie الجديدة في عام 1927. أصبح روبرتس مرتاحا من الناحية المادية بفضل شراء عدد من لوحاته من قبل جمعية الفن المعاصر للمعارض الفنية الإقليمية الرئيسية. واستكمل دخله من خلال تدريسه مع بيرنارد مينسكي في المدرسة المركزية للفنون لمدة يوم واحد في الأسبوع من عام 1925 - وهو منصب احتفظ به حتى عام 1960. وبحلول نهاية العشرينات، أصبح عمله أقل نجاحًا. على سبيل المثال، The Tea Garden (1928)وThe Chess Players (1929يقدمان إلقاء الضوء على التفاعل الاجتماعي وكانا متناغمين تمامًا مع أسلوب Art Deco الأنيق

## في الثلاثينيات من القرن العشرين
استبدل روبرتس أسلوبه الزاوي في عمله السابق ب أسلوب بارز وأكثر سلاسة. هذا التغيير في الأسلوب هو على سبيل المثال، واضح في الصورة المزدوجة ل جون ماينارد كينز وليديا لوبوكوفا في معرض الصور القومي، لندن. أصبح كينز راعيًا مهمًا لروبرتس من خلال رابطة الفنانين في لندن واللوحات التي اقتناها كينز موجودة الآن في مجموعة كينغز كوليدج في كامبريدج. بينما كان روبرتس ينتقد الدعم المالي الذي تلقاه من رابطة الفنانين في لندن فإنه من الصعب تخيل كيف كانت العائلة ستعيش بدون هذه الرعاية. في وقت لاحق كان يصف الثلاثينيات بأنها «سنوات الكفاح الاقتصادي».
تم تنفيذ عدد من اللوحات الفنية الضخمة على نطاق واسع في أوائل الثلاثينات، مثل The Masks 1934) وThe Playground (The Gutter) (1934-195) وكلاهما يعرض في معهد كارنيجي، بيتسبرغ، وفي نيويورك. على الرغم من وضعهم المالي المتدهور، كانت العائلة تأخذ عطلة في بعض الأحيان فقد سافروا إلى إسبانيا لأول مرة في أوائل الثلاثينات من القرن الماضي، وذهبوا في رحلة لركوب الدراجات في برايتون، والتي كانت على ما يبدو مستوحاة من برنامج Les Routie اقترح صديقه أندرو هيرد أن يستخدم روبرتس عنوانًا فرنسيًا لهذا العمل كإشارة منه نحو عمل فرناند ليجيه، الذي تتشابه أشكاله «الأقويمية» مع أرقام روبرتس.

## في الاربعينات
غادر وليام لندن بعد فتره قصيره من اندلاع الحرب العالمية الثانية في سبتمبر عام 1939الى اوكسفورد
ونظرا لأن روبرت كان كبير السن على الخدمة العسكرية الا انه استفسر عن إمكانية الحصول على بعض الأعمال الدعائية المصورة ولكنه شعر ب الإحباط لما عرض عليه تقديم مهام ثانويه فقط للجنة الاستشارية لفنانين الحرب على الرغم من ذلك أكمل عمولتين توثقان الحياة على الجبهة الداخلية مثل مصنع الذخائر وغرفة التحكم والدفاع المدني
قضى وليام وزوجته ساره معظم سنوات الحرب في شقه في مارستو قريبه من أكسفورد ولحسن الحظ تمكن روبرتس من الحصول على وظيفه تدريس ليوم واحد في الأسبوع في كلية أكسفورد التقنية حيث انه فنان يستوحي إلهامه من
محيطه ونتيجة لعيشه ب القرب من أكسفورد رسم عددا من اللوحات المائية تتضمن مشاهد ريفية على نهر تشيرويل ومعسكر غيبسي القريب بعد ذلك عاد روبرتس وساره إلى لندن وعاشوا في غرفه منزل مشترك مع عدة اشخاص في شارع 14 marks crescet عام1946يعملون لصالح قناة regent قريب من primrose hill وعندما انتقل المستأجرون الاخرون استلم روبرتس غرفة اضافيه حتى قدم له صديق ساره مساعده ماليه لتمكنه من شراء المنزل با اكمله واصبح هذا المنزل ملكهم لبقية حياتهم ثم انضم اليهم ابنهم جون حيث انه درس الفيزياء في أحد كليات لندن الجامعية وأصبح شاعر وعازف قيثار عرض روبرتس عمله لأول مرة في المعرض الصيفي للأكاديمية الملكية عام 1948 وهو عبارة عن صورة شخصيه له ولساره مرتديه غطاء راس وعنوانها الغجر وعرض عمله هناك كل سنه حتى وفاته

## الأكاديمية الملكية
كان الفن البريطاني المتطور في خمسينيات القرن العشرين مجرد وكان عمل روبرتس معرضا للخطر مما جعله يعيد تقييم الأكاديمية لجمع مجموعات كبيره ومتنوعة من الأشخاص المهتمين بالفنون التمثيلية أكثر من التجريد مع وجود تغطيه جيدة من الصحافة وأصبحت هذه المساهمة سنوية حيث عرض روبرتس العديد من اللوحات المذهلة في الحجم واستخدام الألوان وجمعت الحشود على نحو متزايد ومنها سيطر على إغراء القديس أنتوني (1951)، الثورة في الصحراء (1952) «ولادة فينوس» 1954وعرضت على جدران اتحاد الجمهوريات الاشتراكية، وكانت نقطة الحديث في الصحافة ومع الجمهور. بعد ذلك أصبح لدى روبرتس الآن راعيًا جديدًا وهو أرنست كوبر، الذي كان يدير سلسلة متاجر للأغذية الصحية تحت شعار مركز لندن الصحي. وحيث انه عن اقتنى عدد كبير من لوحات أكاديمية الملكية هذه، وكلف كوبر روبرتس لتصميم الرسوم التوضيحية لكتالوجاته البريدية وطلب الكتيبات التعليمية
في عام 1956 عقد معرض تيت بعنوان ويندهام لويس و Vorticism، مع 150 عمل من قبل لويس واختيار صغير من قبل فنانين آخرين لإعطاء "مؤشرا لتأثيره المباشر على معاصريه". كان روبرتس قد شعر بالإهانة من أن الكتالوج "سيقود غير المتنبهين إلى افتراض أن الفنانين المعينين باسم" دراجون وآخرون "يخضعون بطريقة ما إلى لويس ونشروا سلسلة من "كتيبات Vortex"، في المعرض، والكتالوج، والتغطية الصحفية وحساب حياته المهنية الخاصة التي احتوت على رسامين إنجليزيين مبتدئين من قبل مدير معرض تيت جون روثنستن والتي ظهرت في نفس الوقت تقريبًا. وشملت أهداف الهجاء البصري في وقت سابق وولتر Sickert وروجر فراي. وأعلن عن أعماله الخاصة بواسطة نشر بعض الملخصات والأعمال التكعيبية في لندن، 1957، وهو الأول من سلسلة من مجموعات نسخ لوحاته، مع مقدمات جدلية إلى حد ما.
المناصب الي تقلدها الراحل:
في 1958 تم انتخاب روبرتس زميل للأكاديمية الملكية ثم تقاعد روبرتس من عمله كامدرس في المدرسه المركزية بعمر 65 سنة واستمر في عمله كافنان على مدى الخمسة عشر سنة التالية إلى ان استلم جائزة من مؤسسة كالوست كولبنكيان "تقديرا لإنجازه الفني وخدمته البارزة في الرسم البريطاني بدأ في رسم The Vorticists في مطعم de la Tour Eiffel ، ربيع 1915 (انتهى عام 1962، والآن في معرض تيت)، وهو تذكار حنين لتجمع Vorticist الصاخب في عام 1915 والتي يمكن قراءتها كمحاولة من روبرتس لبناء الجسور بعد كارثة "Vortex Pamphlets". ثم افتتح معرض كبير من عمله، الذي نظمه مجلس الفنون في بريطانيا العظمى وبرعاية رونالد زقاق، في معرض تيت في عام 1965، كما تم عرض نسخة أصغر في نيوكاسل ومانشستر. في نفس العام، تم عرضه روبرتس، لكنه رفض ومع ذلك، كان سعيدًا بانتخابه عضوًا كاملاً في الأكاديمية الملكية عام 1966 بينما كان لا يزال يتناول مجموعة متنوعة من المواضيع، أصبح روبرتس مهووسًا إلى حد ما بالصورة الذاتية، ثم تم عرض عدد منها في عام 1984 من خلال المعرض الوطني للصور
وكثيرا ما وصف روبرتس بأنه كان منعزلا، وكان حذرا جدا بشأن المقابلات - خاصة بعد أن قدم أحد الصحفيين الذين قاموا بزيارته في الأوبزيرفر مقالا شعريا بأن روبرتس كان يشعر بالقلق أكثر من أسلوب حياته أكثر من عمله مما جعل روبرتس يتساءل «أي نوع من الانتقادات الفنية هو هذا، من الذي يضع انتقادات لصوري، لكنه ينتقد موقد الغاز وطاولة المطبخ بدلاً من ذلك؟» في عام 1974 قام معرض مجلس الفنون «Vorticism وحلفاؤه»، برعاية ريتشارد كورك، بالاعتراف بدور روبرتس الهام في المجموعة؛ ومع ذلك، عندما اقترب منه كورك لمقابلته كان غير متعاون
لم يكن تدهور الرسام روبرتس غريبا في الثمانينات من القرن العشرين لكنه استمر في العمل حتى النهاية - تم تثبيت Donkey Rides على لوحة الرسم الخاصة به في اليوم الذي مات فيه.

## وفاة زوجته
ماتت ساره زوجة روبرت عام 1992 ولحق بها ابنها جون بعد سنتين ونصف لكنه جعل من منزل العائلة متحفا للوحات والداه ليتذكره الأصدقاء وزوار المنزل حيث يوجد ما يقارب 475 لوحه ورسمة وجدوها في منزله لحظة وفاته ثم تم نقل اللوحات لمعرض تيت لحفظها بأمان الا ان هذه اللوحات أصبحت مصدر قلق عندما نشر عن صحيفة غاردينيا عام 2004 ان امين اللوحات رفض اعارتها وتمت رعايتها من قبل اندرو هيرد في معرض Newcastle upon Tyne معرض فنون في شيفلد حيث تم تخصيص 117 لوحة وضعت في معرض تيت حتى لا تؤخذ عليها ضريبه واستضاف المعرض باقي اللوحات حتى انتهاء قترة التقديم على مطالبات التركة بعد ذلك أصبحت كل اللوحات ملك «للمعرض حيث عرض عددا منها في معرض عام 2012-2013 tate britan»
نشر ناقد الفنون التكعيبية اندرو غايبون دراسة قياسية عن هذا الرسام عام 2004 وأخيرا عامي 1998 و 2015، قامت جمعية ويليام روبرتس بتعزيز عمله، حيث تم تأسيسها كمؤسسة خيرية مسجلة في عام 2002 ونشر نشرات إخبارية منتظمة ومنشورات عرضية
كشف التراث الإنجليزي الحجاب عن لوحة زرقاء في عام 2003و فيلم قصيرعن ويليام روبرتس حيث يمكن الوصول لدار الفنان عن طريق موقع
قام معرض بالنت بعرض أعمال روبرتس عام 2007في إنجلترا في بلاي تحت رعاية سيمون مارتن شهد بيع مجموعة
الصقيع والشر في لندن عام 2011 ارتفاع غير مسبوق في أسعار أعمال روبرتس وفي العام الذي يليه تم بيع لوحة بعنوان لاعبي الشطرنج با أكثر من حوالي مليون جنيه إسترليني في سوذبيز

## روابط خارجية
- وليام روبرت على موقع الموسوعة البريطانية (الإنجليزية)
- وليام روبرت على موقع ديسكوغز (الإنجليزية)